# (82656) Puskás
(82656) Puskas  es un asteroide perteneciente al cinturón de asteroides, descubierto el 10 de agosto de 2001 por Krisztián Sárneczky y Gyula M. Szabó desde el Observatorio de Calar Alto, en Almería, España.

## Designación y nombre
Puskas se designó inicialmente como 2001 PQ13.
Más adelante fue nombrado en honor al futbolista húngaro del Real Madrid Ferenc Puskás (1927-2006).

## Características orbitales
Puskas orbita a una distancia media del Sol de 3,0883 ua, pudiendo acercarse hasta 2,5472 ua y alejarse hasta 3,6295 ua. Tiene una excentricidad de 0,1752 y una inclinación orbital de 2,8070° grados. Emplea en completar una órbita alrededor del Sol 1982 días.

## Características físicas
Su magnitud absoluta es 15,7. Tiene 5,232 km de diámetro. Su albedo se estima en 0,041.